# Gennaro Acampa

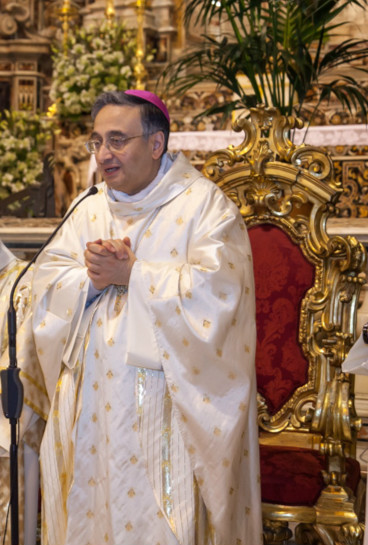
Gennaro Acampa (2015)

Gennaro Acampa (* 27. Mai 1945 in Neapel) ist ein italienischer römisch-katholischer Geistlicher und emeritierter Weihbischof in Neapel.

## Leben
Gennaro Acampa empfing am 29. Juli 1968 das Sakrament der Priesterweihe durch Erzbischof Corrado Kardinal Ursi für das Erzbistum Neapel.
Am 28. Juni 2014 ernannte ihn Papst Franziskus zum Titularbischof von Tortibulum und zum Weihbischof in Neapel. Die Bischofsweihe spendete ihm der Erzbischof von Neapel, Crescenzio Kardinal Sepe, am 6. September desselben Jahres. Mitkonsekratoren waren der Bischof von Acerra, Antonio Di Donna, und Weihbischof Lucio Lemmo.
Papst Franziskus nahm am 27. September 2021 das von Gennaro Acampa aus Altersgründen vorgebrachte Rücktrittsgesuch an.